# Grzegorz Tomicki
Grzegorz Tomicki (ur. 12 września 1965) – polski poeta, krytyk literacki, literaturoznawca, doktor nauk humanistycznych w zakresie literaturoznawstwa o specjalności polska literatura współczesna.
Jest absolwentem filologii polskiej na Uniwersytecie Wrocławskim. W 2010 roku uzyskał stopień doktora nauk humanistycznych na Wydziale Filologicznym Uniwersytetu Wrocławskiego rozprawą Strategie (de)mityzacyjne we współczesnej poezji polskiej (Eugeniusz Tkaczyszyn-Dycki, Wisława Szymborska, Andrzej Sosnowski). Współpracuje z miesięcznikami „Odra” oraz „Twórczość”, a także kwartalnikiem „FA-art”.

## Publikacje
Źródło:
- 2013: Na ślepo za dobrą wolą wszystkich. O konformistycznym ludobójstwie w Rwandzie według Jeana Hatzfelda, „Odra”, nr 3, s. 20–26,
- 2012: Szyfry, tropy, struktury, czyli o „Rewizji procesu Józefiny K. i innych lekturach od zera” Adama Lipszyca, „FA-art”, nr 4, s. 94–106,
- 2011: W warunkach zupełnej wolności. O teoretycznych podstawach poezji Andrzeja Sosnowskiego, „FA-art”, nr 3-4, s. 40–59,
- 2010: Literackie mistrzostwa. O kategorii mistrza jako figurze mitycznej (w kontekście życia literackiego w Polsce po 1989 roku), 20 lat literatury polskiej 1898–2009, cz. 1, Życie literackie po roku 1989,
- 2009: Psychotyczna osobowość naszych czasów. O poezji Eugeniusza Tkaczyszyna-Dyskiego w kontekście antropologicznym, „Kresy”, vol. 80, nr 4, s. 76–92,
- 2009: „Otwarty horyzont”. Wiesławy Szymborskiej próby demityzacji rzeczywistości, „FA-art”, nr 1-2, s. 24–35,
- 2008: „Marne są ludzkie nadzieje”. Z legend dawnego Egiptu Bolesława Prusa jako świadectwo literatury na rozdrożu, „Prace Literackie”, vol. XLVIII, s. 101–109,
- 2008: Jana Andrzeja Morsztyna ″cuda miłości″. Kilka uwag o poezji i precyzji, „Pamiętnik Lireacki”, vol. XCIX, nr 1, s. 31–44.